# Кадикин, Сергей Николаевич
Сергей Николаевич Кадикин (1950—2011) — советский и российский художник и скульптор, мастер декоративно-прикладного искусства, педагог.

## Биография
Родился 3 июня 1950 года в Ленинграде.
В 1972 году окончил художественно-графический факультет Чувашского государственного педагогического института.
Работал художником-оформителем Чебоксарского ремстройуправления и главным художником Чувашского государственного театра кукол. В 1977—1983 годах — художник Чувашских творческо-производственных мастерских Художественного фонда РСФСР (ЧТПМ ХФ РСФСР). Член Союза художников СССР с 1980 года, ответственный секретарь правления Союза художников Чувашской АССР в 1981—1983 годах.
Преподавал в Чебоксарской детской художественной школе № 2. В 1998—2002 годах — преподаватель Чебоксарского художественного училища. В 2006—2007 годах работал старшим преподавателем факультета дизайна Нижегородского строительно-архитектурного университета. С 2007 года и до конца жизни — доцент кафедры декоративно-прикладного искусства Чувашского государственного педагогического университета им. И. Я. Яковлева.
С. Н. Кадикин — участник всесоюзных, всероссийских, зональных и республиканских выставок. Его персональные выставки прошли в 1995 году в Чебоксарах и в 2005 году в Новочебоксарске.
Сергей Николаевич автор нескольких мраморных поклонных крестов, установленных в Нижегородской области.
Умер 13 марта 2011 года в Чебоксарах.

## Награды
Заслуженный художник Чувашской Республики (1997), народный художник Чувашской Республики (2010); заслуженный художник Республики Башкортостан (1996).

## Память
В 2015 году в Чувашском государственном художественном музее состоялась выставка «Падающая звезда», посвящённая 65-летию народного художника Чувашии С. Н. Кадикина.